# پیاده‌روی اهالی باکو در پارک شهر
پیاده‌روی اهالی باکو در پارک شهر (ترکی آذربایجانی: Bakı əhalisinin şəhər bağında gəzintisi) یک فیلم آذربایجانی در ژانر مستند و صامت است که در سال ۱۹۰۰ منتشر شد.